# Pyzdry
Pyzdry (niem. Peisern, Peysern, jid. ‏פייזערן‎) – miasto w środkowo-zachodniej Polsce, w województwie wielkopolskim, w powiecie wrzesińskim, nad rzeką Wartą, siedziba gminy miejsko-wiejskiej Pyzdry.
W latach 1975–1998 miasto administracyjnie należało do województwa konińskiego.
Od średniowiecza do 1846 siedziba powiatu pyzdrskiego. Były miastem królewskim. Pod Pyzdrami odbywały się okazowania pospolitego ruszenia województwa kaliskiego.
Według danych z 31 grudnia 2009 miasto liczyło 3203 mieszkańców.

## Położenie
Pyzdry leżą na Nizinie Południowowielkopolskiej, w Dolinie Konińskiej, na prawym, wysokim brzegu Warty, około 7 km powyżej ujścia Prosny, około 52 km na północny zachód od Kalisza; przez miasto przebiega droga wojewódzka nr 442 (Września–Kalisz). Pyzdry położone są we wschodniej części historycznej Wielkopolski, w Kaliskiem; do II rozbioru Polski (1793) leżały w województwie kaliskim, po utworzeniu Królestwa Polskiego (1815) i delimitacji i demarkacji granicy polsko-pruskiej (1817) leżały w województwie kaliskim Królestwa Polskiego i do 1846 były siedzibą powiatu pyzdrskiego.

## Historia

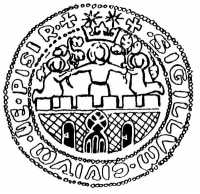
Pieczęć miejska z lat 1312-1575

Pierwsza wzmianka o Pyzdrach pochodzi z 1232 roku, kiedy książę wrocławski Henryk I Brodaty zdobył Kalisz i zajął księstwo kaliskie. Pyzdry są jednym z najstarszych miast lokacyjnych w Wielkopolsce – z 1257 roku pochodzi wzmianka o anonimowym wójcie (mógł to być przypuszczalnie wójt Andrzej wymieniany w podobnym okresie w innych dokumentach), dowodząca funkcjonowania tu stabilnego ośrodka miejskiego. Nie zachował się dokument lokacyjny, wiadomo jednak, że miasto lokowane było na prawie magdeburskim, najprawdopodobniej przez Bolesława Pobożnego. W latach 80. XIII wieku w Pyzdrach działała mennica (mincerzem był jeden z mieszczan, Ubelin). Miasto było własnością książęcą, a później królewską. 
29 czerwca 1318 roku Władysław I Łokietek zwołał do Pyzdr zjazd duchowieństwa i dostojników polskich, na którym podjęto uchwałę o wysłaniu poselstwa do papieża Jana XXII z prośbą o zezwolenie na jego koronację. W 1331 doszło do bitwy między wojskami polskimi a wojskami zakonu krzyżackiego. Wojska polskie zostały pokonane, a Krzyżacy spalili miasto. Nie oszczędzili nawet kościoła i klasztoru franciszkanów. Podczas panowania Kazimierza Wielkiego miasto zostało otoczone murami i wybudowano potężny czworoboczny zamek. W 1345 roku w mieście zawarto rozejm pomiędzy królem Czech Janem Luksemburskim i Kazimierzem Wielkim. 6 czerwca 1346 roku król Kazimierz ogłosił w Pyzdrach statuty prawne dla Wielkopolski. Podczas panowania Ludwika Andegaweńskiego w 1382 roku Pyzdry zostały zajęte przez oddziały węgierskie. Miał to być zastaw na rzecz zięcia królewskiego, kandydata na tron krakowski Zygmunta Luksemburczyka. W 1383 roku miasto, zamek i stacjonujące w nim wojska węgierskie zostały oblężone przez rycerstwo księcia mazowieckiego Siemowita IV, który korzystając z wojny domowej między Grzymalitami i Nałęczami wkroczył do Wielkopolski. Miasto poddało się po trzech lub czterech dniach, nieco dłużej bronił się zamek, lecz po krótkim oporze załoga węgierska skapitulowała na honorowych warunkach. W czasie tego oblężenia odnotowano po raz pierwszy na ziemiach polskich użycie armaty. W 1390 roku Władysław II Jagiełło i Warcisław VII zawarli układ w Pyzdrach, gdzie Warcisław stał się lennikiem Jagiełły. W 1562 roku Pyzdry zostały wyznaczone jako miejsce „okazywania” (przeglądów wojska) dla województwa kaliskiego. Od schyłku średniowiecza do końca I Rzeczypospolitej Pyzdry, jako siedziba powiatu, były jednocześnie siedzibą sądów szlacheckich: ziemskiego i grodzkiego. W 1578 roku w mieście było 181 rzemieślników i przekupniów, w tym m.in.: 21 szewców, 16 krawców, 13 kuśnierzy, 13 kołodziejów i 20 szynkarzy. W podobnym okresie miało funkcjonować również 7 młynów wodnych.
XV i XVI wiek były okresem największej świetności miasta, jednak w 1655 roku miasto zajęły wojska szwedzkie. Rok później Pyzdry zostały zniszczone przez obozujący pod miastem korpus szwedzki generała Douglasa. W 1704 roku pod Pyzdrami stoczyły bitwę wojska stronników Leszczyńskiego i Augusta II. W 1707 roku epidemia wyludniła miasto. W 1768 roku wielki pożar, wywołany przez wojska carskie, ścigające oddział konfederatów barskich, zniszczył miasto. W 1776 roku została podpisana umowa pomiędzy burmistrzem Pyzdr Karolem Ogrodowiczem a Bogusławem Waberem, miejscowym cieślą. Dotyczyła ona odbudowy miasta.
W wyniku II rozbioru Polski z 1793 roku rozpoczęła się okupacja pruska. Pyzdry były siedzibą pruskiej landratury pyzdrskiej. W 1807 i 1814 roku pożary ponownie zniszczyły miasto.

### Królestwo Polskie
Na mocy traktatu granicznego z 11 listopada 1817 roku przeprowadzono korektę granicy polsko-pruskiej i Pyzdry z okolicą zostały włączone do Królestwa Polskiego, w którym utworzono polski powiat pyzdrski z siedzibą w Pyzdrach. Oficjalnie pruski landrat pyzdrski funkcjonował do 1818 roku z tymczasową siedzibą już poza Pyzdrami; w 1818 roku zdecydowano o wybraniu siedziby landratury (powiatu) we Wrześni i nazwaniu tej jednostki powiatem wrzesińskim. W 1818 roku Pyzdry powróciły do województwa kaliskiego i pozostały w Królestwie Polskim do zakończenia I wojny światowej (1918), kiedy Rada Regencyjna Królestwa Polskiego ogłosiła deklarację niepodległości. Pyzdry były najbardziej na zachód wysuniętym miastem Królestwa Polskiego (przejście graniczne znajdowało się w Borzykowie). W kwietniu 1863 w czasie powstania styczniowego roku miała miejsce bitwa pod Pyzdrami, a w 1867 roku miasto utraciło prawa miejskie, w latach 1870-1919 było siedzibą gminy Pyzdry.  W 1919 roku miejscowości został przywrócony status miasta.

### Dwudziestolecie międzywojenne, II wojna światowa oraz okres powojenny
W 1918 roku Pyzdry znalazły się na terytorium odradzającej się Rzeczypospolitej Polskiej. Do 1932 roku miasto znajdowało się w powiecie słupeckim w województwie łódzkim, a w wyniku reformy administracyjnej w tym samym roku i likwidacji powiatu słupeckiego znalazły się w powiecie konińskim. W pierwszej połowie 1936 roku dochodziło do ekscesów o podłożu antysemickim.
W trakcie okupacji hitlerowskiej, nazistowscy Niemcy zdewastowali synagogę oraz cmentarz żydowski. 22 stycznia 1945 roku miasto zostało zajęte przez oddziały 69 Armii I Frontu Białoruskiego Armii Czerwonej.
W latach 1954-1972 miasto było siedzibą gromady Pyzdry, ale nie należało do niej.
W 1948 roku Pyzdry zostały wydzielone z powiatu konińskiego i znalazły się w powiecie wrzesińskim, gdzie znajdowały się do 30 czerwca 1975 roku. Następnie miasto i gmina Pyzdry do 31 grudnia 1998 roku wchodziły w skład województwa konińskiego. Od 1 stycznia 1999 roku ponownie weszły w skład powiatu wrzesińskiego. 16 marca 2012 roku w Pyzdrach złożył wizytę prezydent RP Bronisław Komorowski.
W okresie PRL-u w mieście powstała: Spółdzielnia Pracy Wytwórczo-Usługowa "Dziewiarka" (specjalizująca się w produkcji ubiorów dla dzieci), zakład wikliniarsko-koszykarski Wielkopolskiego Przedsiębiorstwa Wikliniarskiego "Las", zakład produkcji odzieżowej Wojewódzkiej Spółdzielni Pracy w Koninie, baza maszynowa Spółdzielni Kółek Rolniczych, Zasadnicza Szkoła Rolnicza, oddany do użytku w 1964 roku most na Warcie oraz Towarzystwo Przyjaciół Pyzdr (rok założenia – 1980).

## Demografia

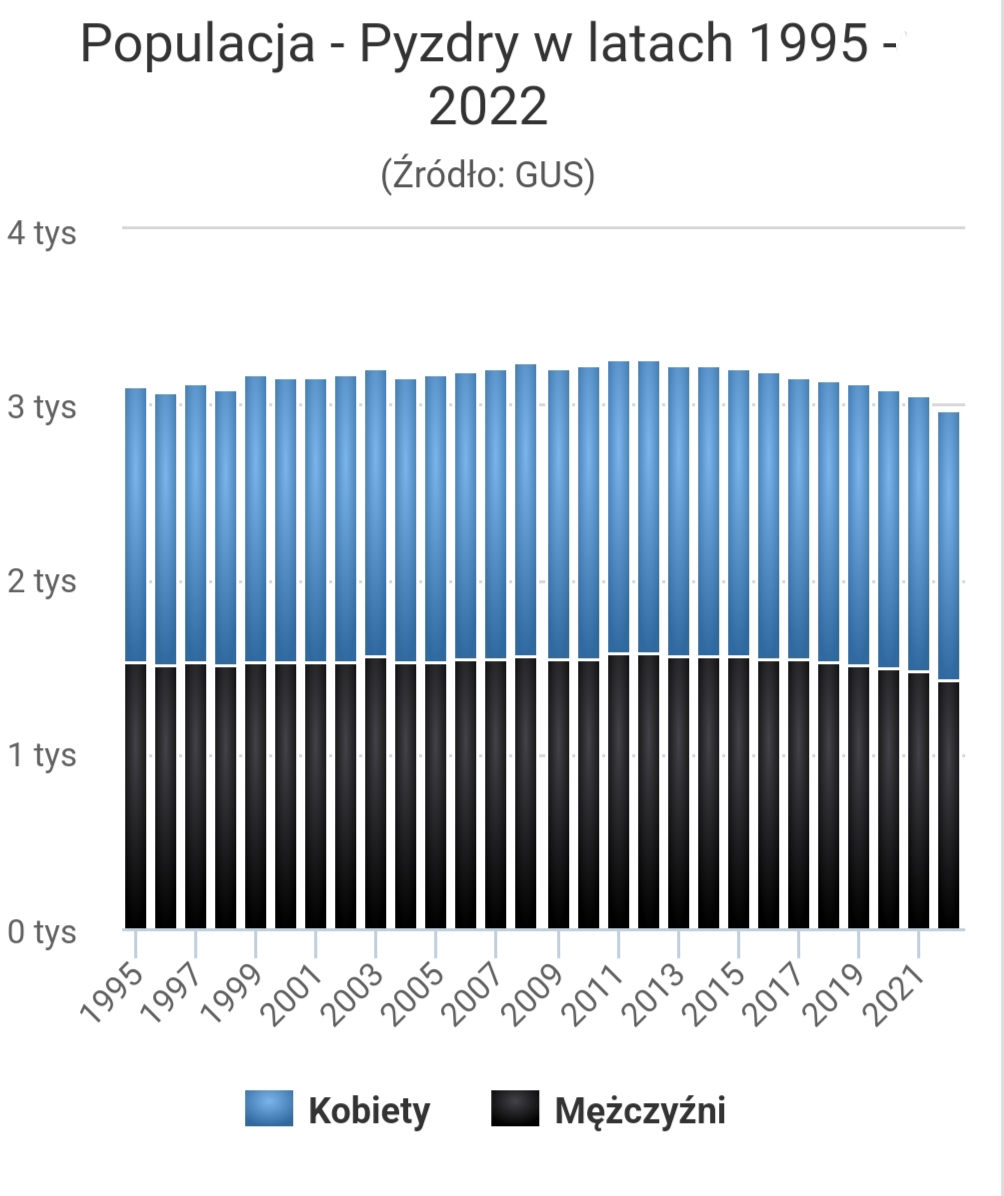
Zmiana populacji Pyzdr w latach 1995–2022.

## Zabytki

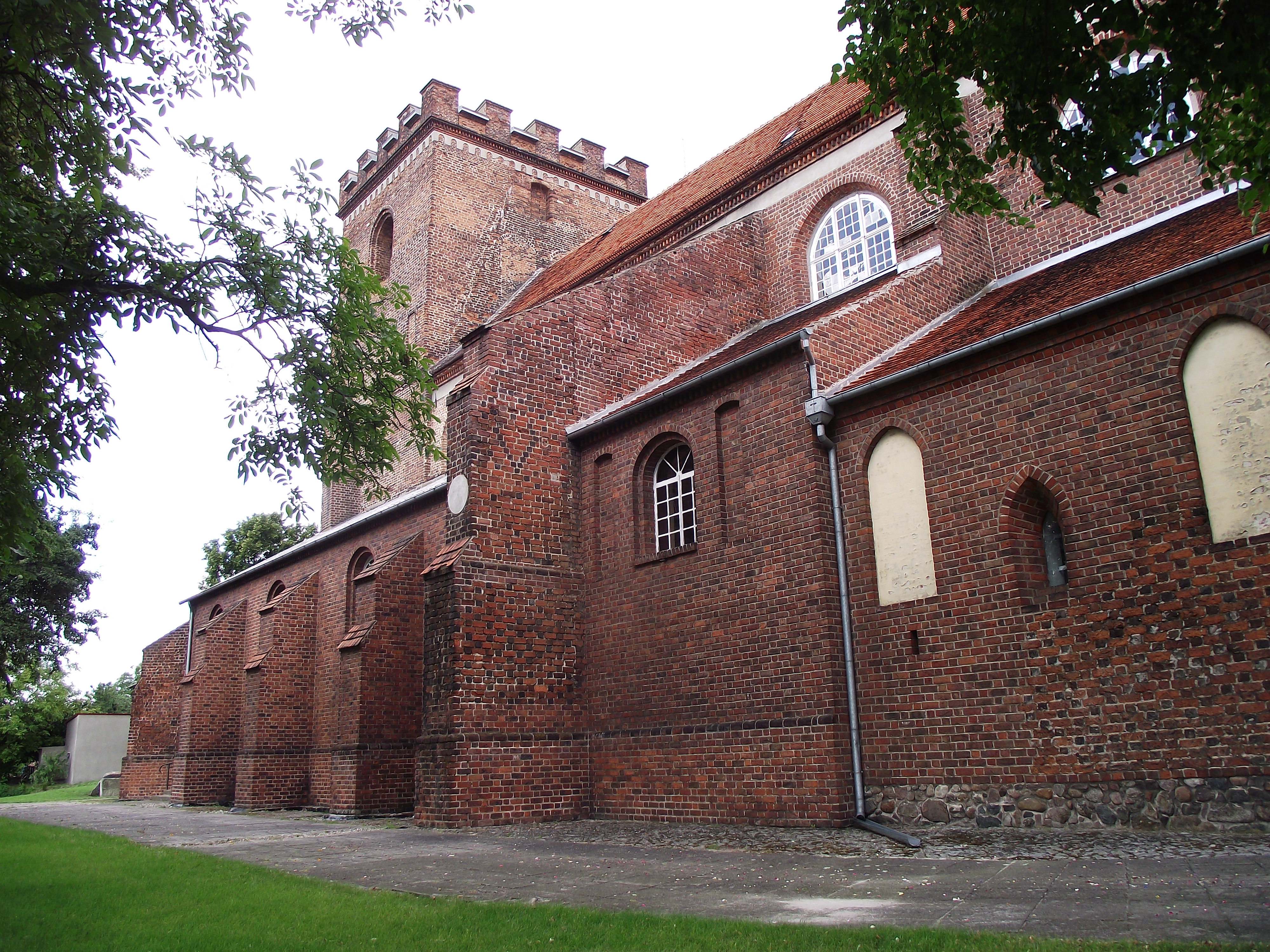
Kościół farny

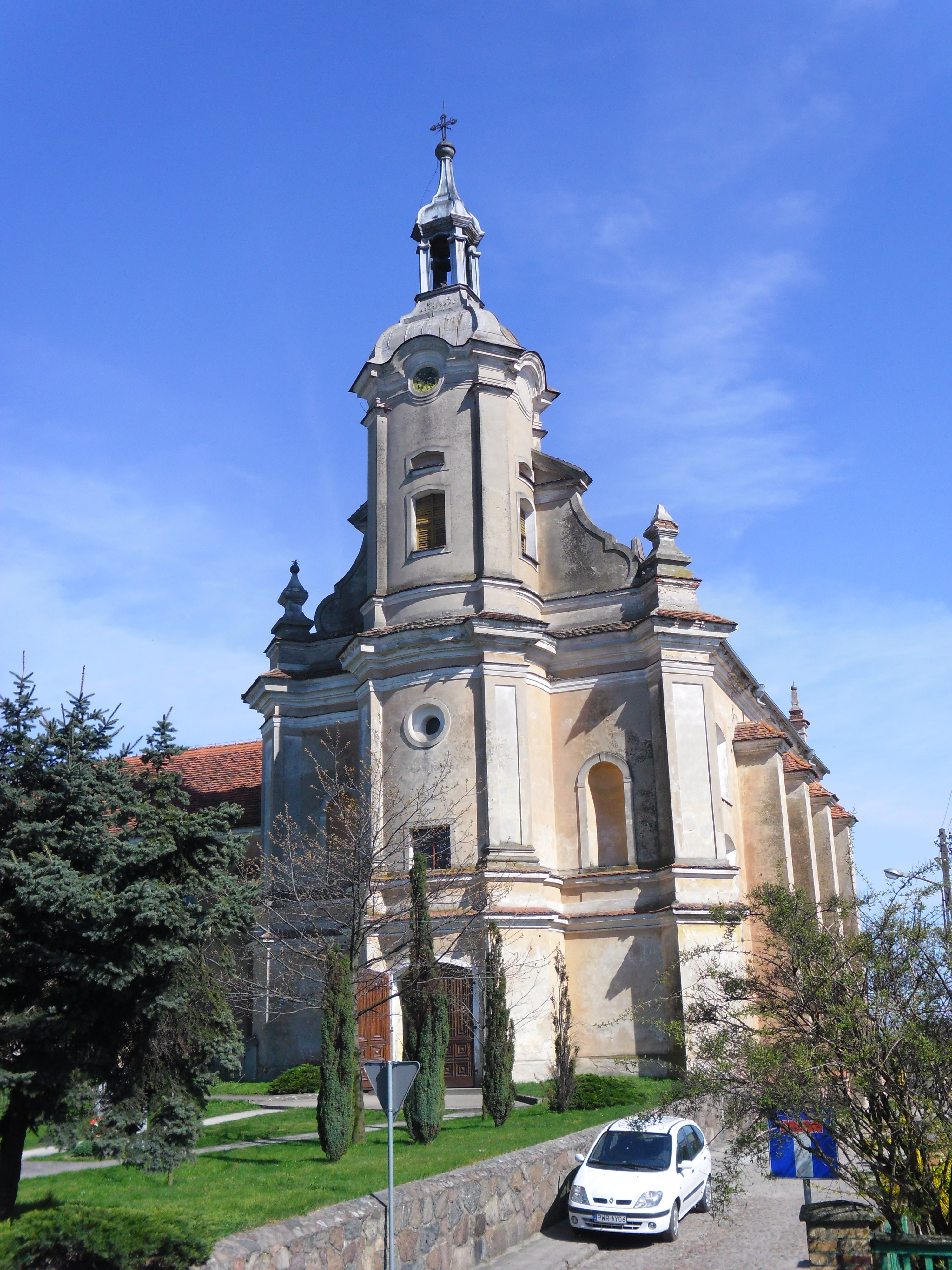
Pofranciszkański kościół Ścięcia Głowy św. Jana Chrzciciela

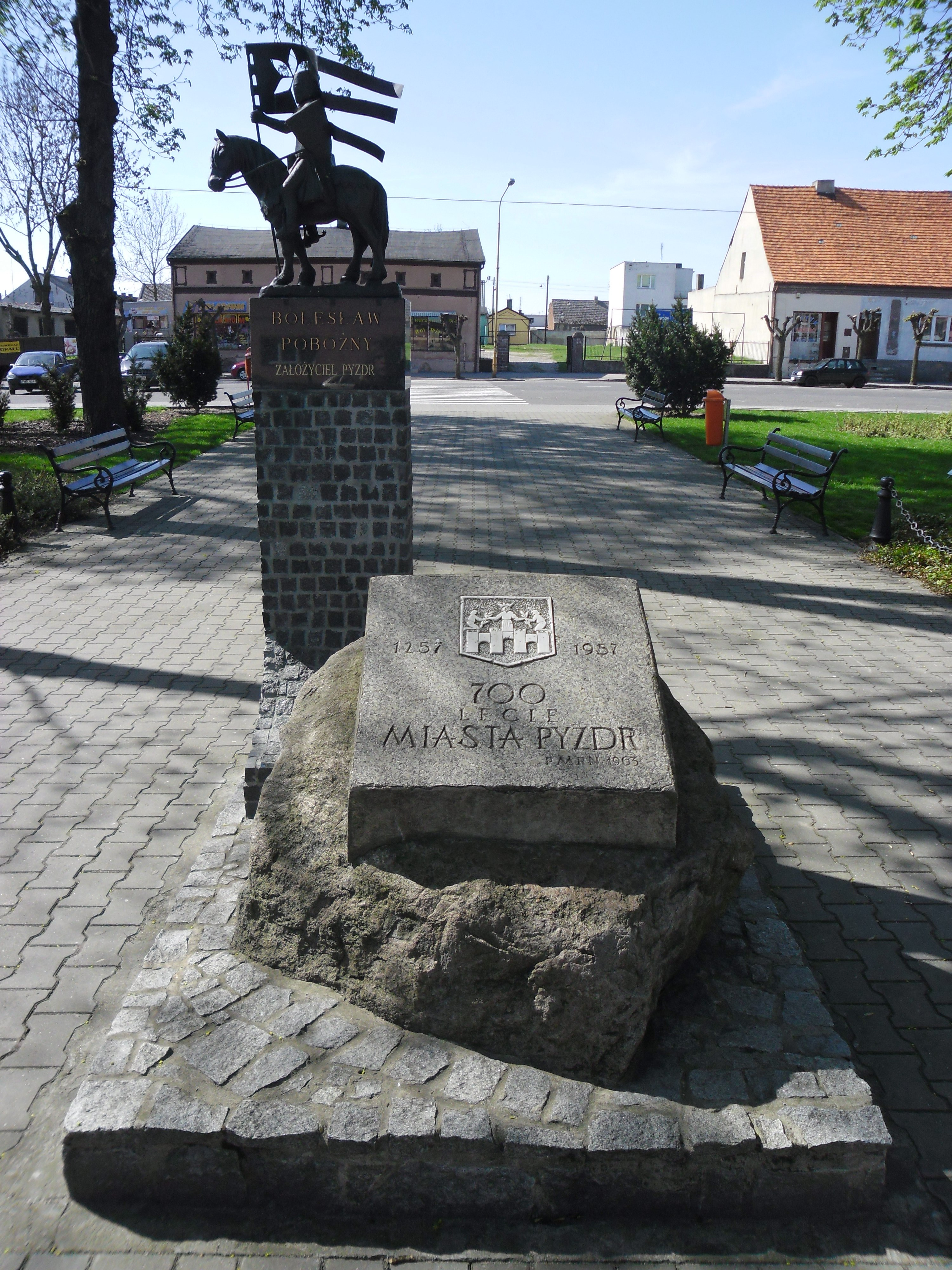
Pomnik z okazji 700-lecia miasta Pyzdr (1957)

Na terenie miasta znajduje się 11 obiektów zabytkowych:
- historyczny układ urbanistyczny z XIII–XIX w. (nr rej. 795/Wlkp/A z 28.05.2010)[26]
- kościół Narodzenia Najświętszej Maryi Panny z połowy XIV w., przebudowywany w XV w. i w latach 1865-1870, ul. Farna (nr rej.: kl.IV-73/34/58 z 3.10.1958)
- zespół klasztorny franciszkanów z połowy XIV–XVIII w., ul. Kaliska (nr rej.: kl.IV-73/35/58 z 3.10.1958): 
  - kościół Ścięcia Głowy św. Jana Chrzciciela
  - klasztor na skarpie nad rzeką Wartą, przebudowany w 1690 w stylu barokowym, w zabudowaniach poklasztornych obecnie znajduje się m.in. Muzeum Ziemi Pyzdrskiej
- pozostałości zamku i muru miejskiego z I połowy XIV w. (nr rej.: 120 z 1.06.1968)
- pozostałości murów miejskich z 1339 w domu przy ul. Kaliskiej 36 (nr rej.: 1595 z 10.09.1974)
- dom z I połowy XIX w., ul. Kaliska 29 (nr rej.: 412/154 z 9.01.1989)
- dom z I połowy XIX w., ul. Kaliska 37 (nr rej.: 504/245 z 4.05.1994)
- dom drewniany z 1768, Rynek 17 (nr rej.: kl.IV-73/89/56 z 30.07.1956), dwutraktowy z sienią przelotową i czterosłupowym podcieniem, kryty łamanym dachem
- dom szachulcowy z początku XIX w., Rynek 19 (nr rej.: 960/A z 5.03.1970)
- dom z I połowy XIX w., ul. Zwierzyniec 6 (nr rej.: 449/190 z 19.09.1990)
- wiatrak holender z 1903 (nr rej.: 450 z 1.02.1969)

W przeszłości w Pyzdrach i w ich najbliższej okolicy znajdowało się aż siedem kościołów, jednak do dziś pozostały tylko dwa.

## Kultura, oświata i wyznania

### Oświata
- Zespół Szkolno-Przedszkolny w Pyzdrach
  - Przedszkole Samorządowe, ul. Szybska 17[27]
  - Szkoła Podstawowa im. Jana Pawła II, ul. Szkolna 2[28]

W przeszłości w Pyzdrach działały:
- oddział Zespołu Szkół Zawodowych nr 2 we Wrześni[29]
- Gimnazjum im. Kazimierza Wielkiego[30]

### Imprezy kulturalne
W Pyzdrach cyklicznie odbywa się impreza kulturalna "Wystrzałowe Pyzdry". Odnosi się ona do pierwszego wystrzału armatniego na ziemiach polskich, który miał miejsce w trakcie oblężenia Pyzdr w 1383 r.

### Instytucje kulturalne
- Muzeum regionalne - ul. Kaliska 25a[33]
- Centrum Kultury, Sportu i Promocji w Pyzdrach – ul. Kilińskiego 15
- Miejsko-Gminna Biblioteka Publiczna – ul. Kaliska 25[34]
- Echo Pyzdr – Towarzystwo Kulturalne – ul. Zwierzyniec 6[35]

### Kościoły i świątynie
W Pyzdrach istnieją bądź istniały następujące świątynie:
- Synagoga – ul. Staszica 8 (budynek synagogi przebudowany na zakład produkcyjny)
- Kościół św. Krzyża (nie istnieje) - ul. Poznańska
- Kościół św. Ducha (nie istnieje) - ul. Wrocławska
- Kościół Ścięcia Głowy św. Jana Chrzciciela w Pyzdrach – ul. Kaliska 25
- Kościół Narodzenia Najświętszej Maryi Panny w Pyzdrach – ul. Farna 5

W najbliższej okolicy, chodź nie w samym mieście znajdowały się trzy inne świątynie:
- Kościół pw. Wszystkich świętych (nie istnieje)
- Kościół pw. Przenajświętszego Ciała Chrystusowego (nie istnieje)
- Kościół św. Pawła i Piotra (nie istnieje)

## Sport

### Infrastruktura sportowa
W mieście znajdują się poniższe obiekty sportowe:
- 3 kompleksy boisk w ramach projektu Orlik 2012 oraz siłownia – ul. Nowoogrodowa 3
- Hala widowiskowo-sportowa z muralem przedstawiającym historyczny wizerunek miasta – ul. 3 Maja
- Zawarciańska Strzelnica Sportowa – ul. Mostowa

### Organizacje sportowe
- Szkółka piłkarska Fox[36]
- Miejski Klub Sportowy „Warta Pyzdry”[37]

## Transport

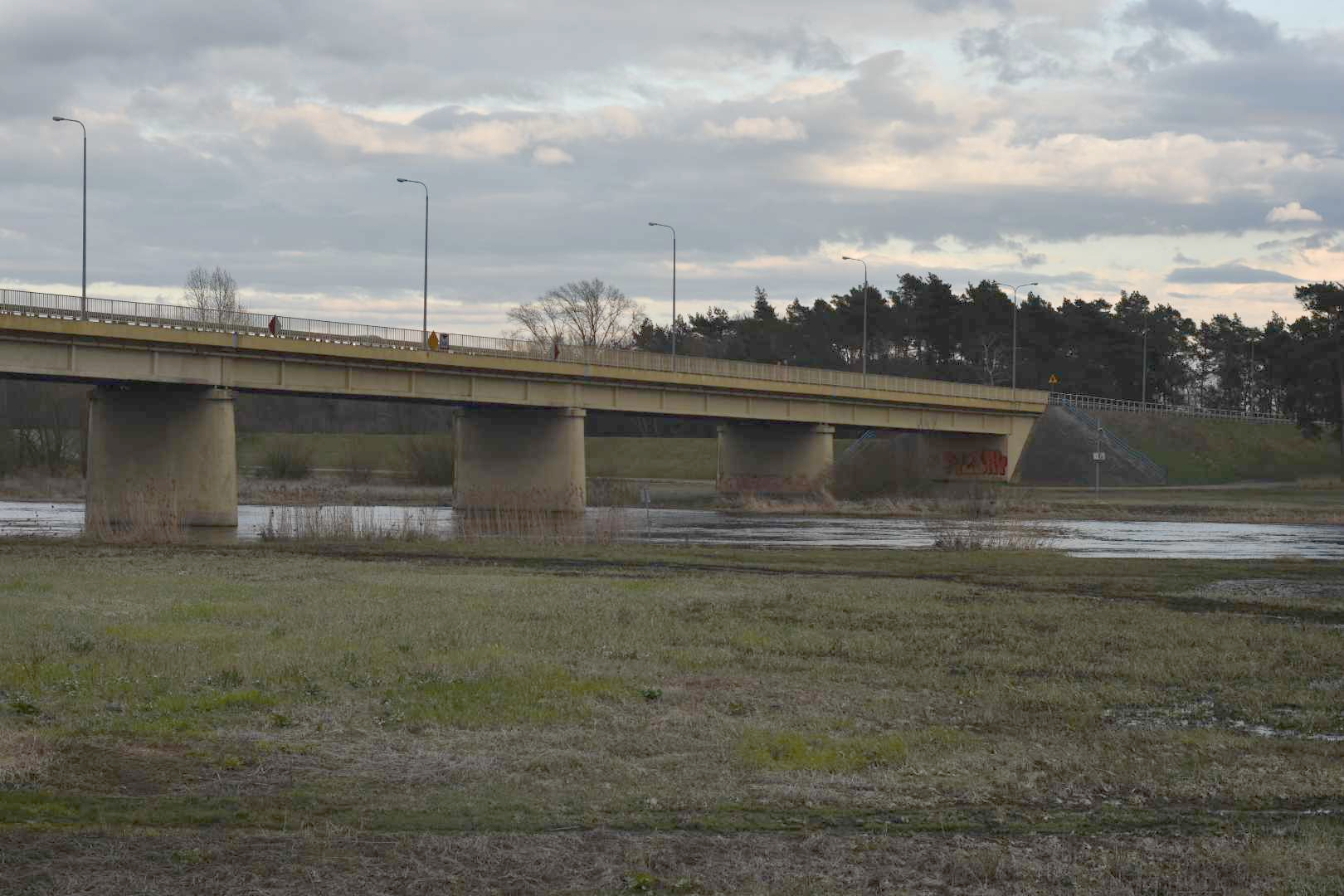
Most w Pyzdrach

### Transport drogowy
Przez Pyzdry przebiegają następujące drogi:
- DW 466 – Droga wojewódzka łącząca Pyzdry z Ciążeniem, autostradą A2 (węzeł „Słupca”) i Słupcą
- DW 442 – Droga wojewódzka łącząca Wrześnię z Kaliszem

### Transport autobusowy

#### WAMA[38]
Lokalna firma "WAMA" obsługuje połączenia autobusowe z Pyzdr do Wrześni i Miłosławia.

#### PKS Konin[40]
Firma PKS Konin zapewnia komunikację autobusową między Pyzdrami a Słupcą.

### Kolej wąskotorowa
Już po 1918 r. władze miasta zaczęły zabiegać, by kolej wąskotorową z Wrześni kończącą się w Borzykowie pociągnąć dalej do Pyzdr. Zarząd Wrzesińskiej Kolei Powiatowej był początkowo przeciwny temu pomysłowi ze względu na trudności finansowe. Pyzdry zadeklarowały jednak, że zabezpieczą finansowo całą inwestycję, co przyspieszyło jej realizację. Linię oddano do użytku 1 Października 1930 roku, wraz z dworcem w Pyzdrach. Podróż z Pyzdr do Wrześni trwała ok. półtorej godziny. Ruch na tej trasie zawieszono 31 sierpnia 1976, a zamknięto ostatecznie w 1978. Obecnie budynek dworca jest w rękach prywatnych, a przystanek kolei pełni funkcję przystanku autobusowego.

## Osoby związane z miastem
- 24 grudnia 1920 roku w Pyzdrach urodziła się Ewa Petelska – reżyserka i scenarzystka[45].
- Całe swoje dzieciństwo w Pyzdrach spędziła Hanka Zaniewska – architekt i urbanistka[46].
- W Pyzdrach urodził się oraz spędził dzieciństwo i młodość Ignacy Tłoczek – architekt i urbanista. Był on organizatorem i założycielem Muzeum w Pyzdrach[47].
- Dzieciństwo w Pyzdrach w których chodził do szkoły podstawowej spędził Michał Pyrzyk – były starosta i burmistrz Słupcy, poseł na Sejm X kadencji[48].

## Współpraca międzynarodowa
Gminą i miastem partnerskim Pyzdr jest: 
- Mer, Francja[49]

## Pozostałe informacje
Wydarzenia
- Pierwsze udokumentowane użycie armaty na ziemiach polskich nastąpiło w 1383 roku podczas oblężenia Pyzdr. Pisał o tym w swoich kronikach Jan z Czarnkowa[50][51].

Honorowy obywatel Pyzdr
- Honorowym obywatelem Pyzdr jest Witold Pyrkosz – aktor który wcielał się w postać zbójnika Pyzdry w serialu telewizyjnym Janosik[52].